# 南十方院
南十方院（白云寺），位于山西省太原市迎泽区 桥东街道南巷社区红土沟南，已列为太原市文物保护单位。

## 保护
1983年8月17日，南十方院（白云寺）由太原市人民政府公布为第一批太原市文物保护单位。